# Callopistria purpureofasciata
Callopistria purpureofasciata là một loài bướm đêm trong họ Noctuidae.